# Jean Lassus
Pour les articles homonymes, voir Lassus.
Jean Lassus, né le 17 juin 1903 à Bulgnéville (Vosges) et mort le 9 octobre 1990 à Saint-Cézaire-sur-Siagne (Alpes-Maritimes, est un archéologue français, spécialiste d'archéologie paléochrétienne. Il a été directeur des antiquités de l'Algérie.

## Biographie

### Formation
En 1923, Jean Lassus est élève de l'École normale supérieure et un membre de l'École française de Rome. Il est agrégé de Lettres en 1926 et docteur ès Lettres en 1944.

### Carrière
Il commence sa carrière en tant que professeur au lycée de Cherbourg. Entre 1928 et 1929, il est membre de l'École française de Rome. Puis, de 1929 à 1930, il est professeur dans un lycée de Clermont-Ferrand. Il devient pensionnaire de l'Institut français de Damas, en 1930 et le restera jusqu'en 1938. En 1929, il entreprend des fouilles à Tipasa. De 1932 à 1938, il est Directeur-adjoint des fouilles d'Antioche. 
À son retour en France, il intègre l'Université de Strasbourg, et devient suppléant d'archéologie et d'histoire de l'art de l'Est européen. Au début de la Seconde Guerre mondiale, l'université se replie à Clermont-Ferrand, après l'annexion en 1940 de l'Alsace et de la Moselle, par le régime nazi. Jusqu'en 1943, il dirige alors sur le plateau de Gergovie un chantier de fouilles archéologiques. Cette initiative de Gaston Zeller, professeur d'histoire moderne, permettait de maintenir en Auvergne les étudiants pendant les congés scolaires, afin que ceux-ci ne retournent pas dans les régions occupées. La communauté des "Gergoviotes" naît à ce moment-là. Il raconte les souvenirs de cette période dans son livre Souvenirs d'un cobaye. 
En 1944, il est nommé maître de conférence à l'Université de Strasbourg.
De 1945 à 1952, il est professeur d'art et de civilisation de Byzance à l'université de Strasbourg. En 1952, il est nommé recteur de l'université franco-vietnamienne à Hanoï jusqu'en 1954, puis à Saïgon jusqu'en 1955. Il devient professeur à l'Université d'Alger et directeur des antiquités de l'Algérie en 1955 et le reste jusqu'en 1964. De 1964 à sa retraite en 1969, il est professeur d'archéologie paléochrétienne à la Sorbonne, ainsi que directeur d'études à l'École pratique des hautes études (Ve section) de 1967 à 1969.
En 1967, il fonde la revue Antiquités africaines, pour laquelle il sera directeur jusqu'en 1976.
Il a été inhumé au cimetière de Gentilly.

### Engagement et déportation
Il s'est engagé dans la Résistance et fut déporté le 2 juillet 1944 par le train de la mort aux camps de concentration de Dachau puis de Dora.

## Publications
- Sanctuaires chrétiens de Syrie, 1947[7].
- The Early Christian and Byzantine World  (1967)
- L'illustration byzantine du Livre des Rois, Vaticanus Graecus 333 (Bibliothèque des cahiers archéologiques, 9)' (1973)
- Antioch on-the-Orontes, V, Les Portiques d'Antioche. Princeton. Princeton University Press, 1972
- La forteresse byzantine de Thamugadi (Fouilles à Timgad 1938-1956) (1981)

## Distinctions

### Décorations
- Officier de la Légion d'honneur.
- Officier de l'ordre national du Mérite.
- Médaille de la Résistance française.

### Récompense
- Prix Lequeux 1983 de l’Académie des inscriptions et belles-lettres.